# Anapoma draudtiana
Anapoma draudtiana är en fjärilsart som beskrevs av Felix Bryk 1942. Anapoma draudtiana ingår i släktet Anapoma och familjen nattflyn. Inga underarter finns listade i Catalogue of Life.